# Дух экстаза

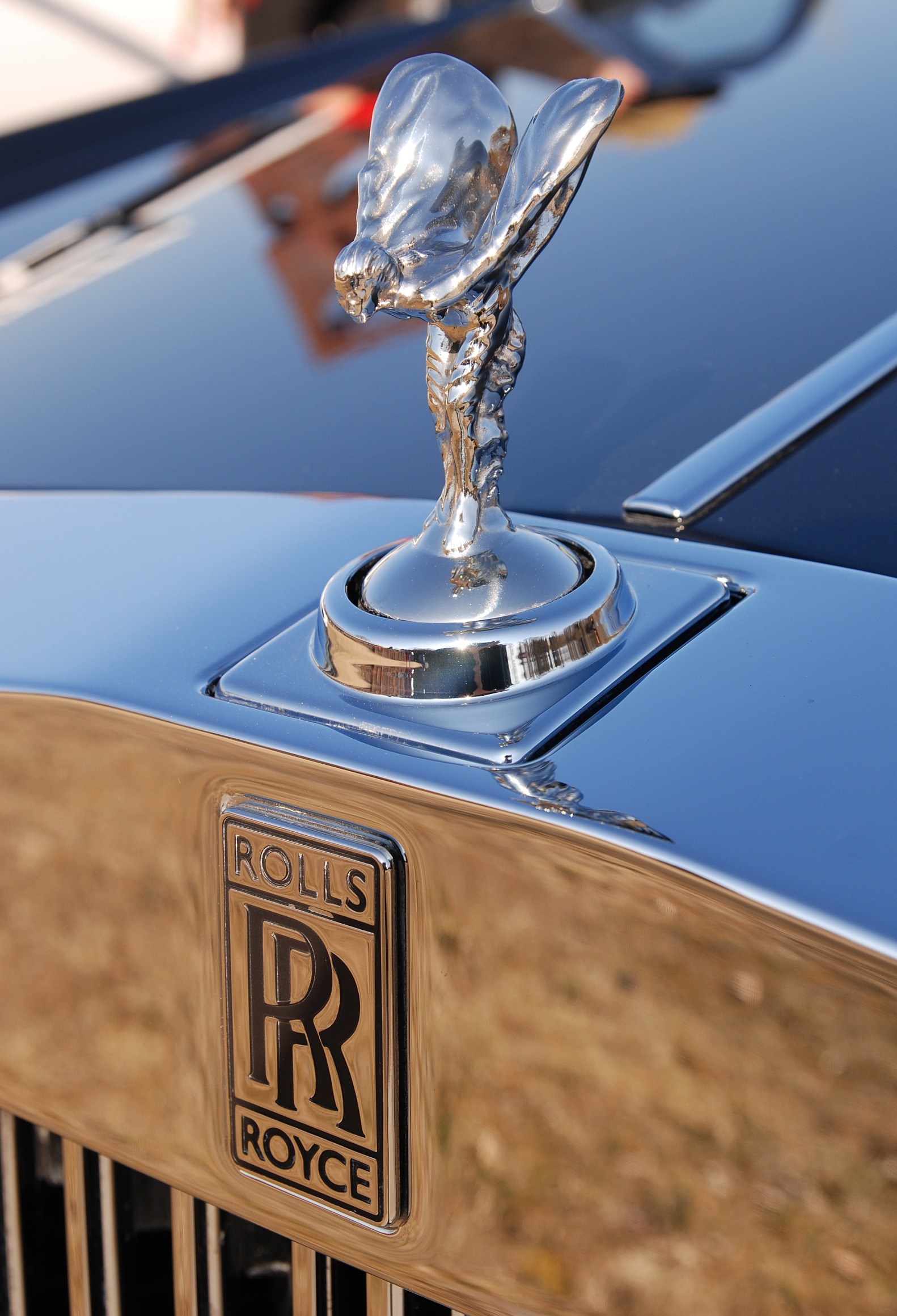
«Дух экстаза» и логотип компании, модель Rolls-Royce Phantom (VII)

«Дух экста́за» — символическое изображение богини Ники, украшающее капот автомобилей марки Rolls-Royce. С 1923 года является неотъемлемым атрибутом всех автомобилей этой марки, а с 2003 года права на фигурку Spirit of Ecstasy принадлежат компании BMW.

## История возникновения статуэтки
Моделью для статуэтки, выполненной английским скульптором Чарльзом Сайксом, послужила Элеанора Веласко Торнтон. Торнтон была секретарём и любовницей Джона Дугласа-Скотта-Монтегю, второго барона Монтегю-Белью. Барон Монтегю был энтузиастом автомобильной техники и другом Чарльза Стюарта Роллса и инженера Фредерика Генри Ройса — основателей компании Rolls-Royce. Сэр Монтегю был одним из первых владельцев автомобиля (четырёхместного фаэтона с кузовом от фирмы Barker) этой легендарной марки, катавший короля Эдуарда, и впервые въехавший на нём во двор Английского парламента. Он также составил первый учебник вождения и долгое время возглавлял Британский королевский автоклуб. Чтобы выделить свой автомобиль, лорд и заказал своему другу, скульптору-модернисту Чарльзу Сайксу, носовую фигурку-талисман.
Сайкс выполнил заказ, создав фигурку, воплощавшую «разумную скорость, грацию и красоту, дух, в котором нет ни капли вульгарности, фривольности и ража». В марте 1911 года скульптурка заняла место на радиаторе автомобиля барона.
В 1915 году мисс Торнтон сопровождала сэра Монтегю в его поездке в Индию на лайнере «Персия». 30 декабря 1915 немецкая подводная лодка U-38 торпедировала британский лайнер у побережья острова Крит. Жертвами кораблекрушения стали, по меньшей мере, 330 человек из 501, находившихся на борту. Пароход затонул всего за пять минут, поэтому люди не успели пересесть на шлюпки, подвешенные к бортам. Командир подводной лодки не стал соблюдать так называемые «крейсерские правила» и не предупредил пассажиров выстрелом в воздух, подозревая, что пароход может оказаться вспомогательным крейсером или военным транспортом. До самого последнего момента крушения сэр Монтегю держал за руки Элеонор Торнтон, но взрыв отбросил его в сторону, а мисс Торнтон стала тонуть. Сэра Монтегю спас надувной жилет, прилагавшийся к его генеральской форме. Когда он вернулся в Британию, он установил в честь погибшей любовницы памятную доску в своей родовой церкви.
Барон Монтегю написал стихотворение, посвящённое статуэтке:

Я — малютка, задорная фея,

Талисман постоянный в пути.

Подарю Вам счастливое время,

Но надёжность оставлю в чести.

По дорогам извилистой Роны

Сквозь эфирные волны ветров,

Мимо чар побережий лимонных

И гольф-клубов — везу седоков.

Успокою мечтой и улыбкой,

О любимой напомню подчас,

И помчу Вас навстречу ошибкам,

Или стану испытывать Вас.

Ваша храбрость понравится фее,

И под радостный шелест колёс

Я сольюсь воедино с весельем,

Что приносит мой серый «Роллс-Ройс»!

Первоначально статуэтку выливали из баббита, позднее — из бронзы и хромированной нержавеющей стали, но по специальному заказу изготавливаются фигурки из серебра и золота. Фигурка полируется вручную молотыми косточками черешни.
Существовало несколько модификаций фигурки, одна из которых, «коленопреклонённая», выпускалась с 1934 года. Это было связано с тем, что стоящая фигурка отвлекала водителя от дороги.